# Alonso de Montúfar
Alonso de Montúfar OP (ur. w 1489 w Loja, zm. 7 marca 1572 w Grenadzie) – hiszpański duchowny rzymskokatolicki, dominikanin, arcybiskup meksykański.

## Biografia
Wstąpił do Zakonu Kaznodziejskiego w swoim rodzinnym mieście Loja i następnie działał na terenie Grenady.
Król Hiszpanii Karol I mianował go arcybiskupem meksykańskim. 5 października 1551 uzyskał prekonizację od papieża Juliusza III. Sakrę biskupią przyjął w 1553 z rąk nieznanego konsekratora.
Na początku pontyfikatu musiał zwalczyć nadużycia, które powstały w archidiecezji podczas trzyletniego wakatu na stanowisku arcybiskupa. Abp de Montúfar dbał o Indian m.in. poprzez zwalczanie niewolnictwa oraz działalność charytatywną. W 1555 zwołał pierwszy synod w Nowej Hiszpanii, który ustanowił normy pracy duszpasterskiej i dyscypliny kościelnej oraz II synod w 1565, który wprowadził kanony soboru trydenckiego.